# 감사합니다
감사합니다, 또는 고맙습니다, 간단히 고마워 등은 상대에 대한 감사한 마음을 전달할 때 흔히 사용되는 표현이다.